# أندريه مارشال
أندريه مارشال (بالفرنسية: André Marchal)‏ هو عازف الأرغن وموسيقي فرنسي، ولد في 6 فبراير 1894 في باريس في فرنسا، وتوفي في 27 أغسطس 1980 في سان جان دو لوز في فرنسا.

## وصلات خارجية
- أندريه مارشال على موقع ميوزك برينز (الإنجليزية)
- أندريه مارشال على موقع أول ميوزيك (الإنجليزية)
- أندريه مارشال على موقع ديسكوغز (الإنجليزية)